# Szabolcs Szöllősi
Szabolcs Szöllősi (* 28. Januar 1989 in Békéscsaba) ist ein ungarischer Handballspieler.

## Karriere
Szöllősi spielte in seiner Jugend für Békéscsabai BDSK. 2005 wurde der Kreisläufer vom ungarischen Spitzenklub KC Veszprém verpflichtet und debütierte 2007 in der ersten Liga. Nach dem Gewinn der Meisterschaft 2008 wechselte er zum Ligakonkurrenten Csurgói KK, mit dem er im EHF Europa Pokal 2013/14 die Gruppenphase erreichte. 2013 und 2014 stand der Rechtshänder im Halbfinale der heimischen Play-Offs. Ab dem Sommer 2015 stand er bei Tatabánya KC unter Vertrag. Szöllősi wechselte im Sommer 2018 zu Dabas KK. Seit der Saison 2025/26 steht er beim ungarischen Zweitligisten Ceglédi KKSE unter Vertrag.
In der Ungarischen Nationalmannschaft debütierte Szöllősi am 8. Juni 2011 gegen Bosnien-Herzegowina. Er belegte den sechsten Platz bei der Europameisterschaft 2012 sowie den achten Rang bei der Weltmeisterschaft 2013 und der Europameisterschaft 2014. Insgesamt bestritt er bisher 102 Länderspiele, in denen er 120 Tore erzielte.

## Sonstiges
Szabolcs Szöllősi ist mit der ungarischen Handballspielerin Szandra Szöllősi-Zácsik verheiratet.